# Choquinha-de-peito-riscado
Formigueirinho-de-cherrie ou choquinha-de-peito-riscado (Myrmotherula cherriei) é uma espécie de ave da família Thamnophilidae.
Pode ser encontrada nos seguintes países: Brasil, Colômbia, Peru e Venezuela.
Os seus habitats naturais são: florestas subtropicais ou tropicais húmidas de baixa altitude e matagal árido tropical ou subtropical.